# Exoneura incerta
Exoneura incerta är en biart som beskrevs av Cockerell 1918. Exoneura incerta ingår i släktet Exoneura och familjen långtungebin. Inga underarter finns listade i Catalogue of Life.